# Igreja Presbiteriana no Canadá
A  Igreja Presbiteriana no Canadá (em inglês:  Presbyterian Church in Canada)  é uma denominação reformada no Canadá. 

## História
Em 1759, o Reino Unido assumiu o controle da colônia francesa de Nova França, conquistada durante a Guerra dos Sete Anos. Nas planícies de Abraham fora da estação militar denominada Citadelle de Quebec, instalou-se um batalhão escocês completo com um capelão presbiteriano, o reverendo Robert MacPherson. Este grupo deu origem a Igreja de Santo André em Quebec. 
Na colônia de Nova Escócia os presbiterianos foram os primeiros colonizadores, em grande parte de origem reformada alemã. Eles fundaram a Igreja de Santo André em Lunenburg em 1753. Em 1837 eles se juntaram ao Sínodo da Nova Escócia da Igreja da Escócia (que tinha sido formado em agosto de 1833).

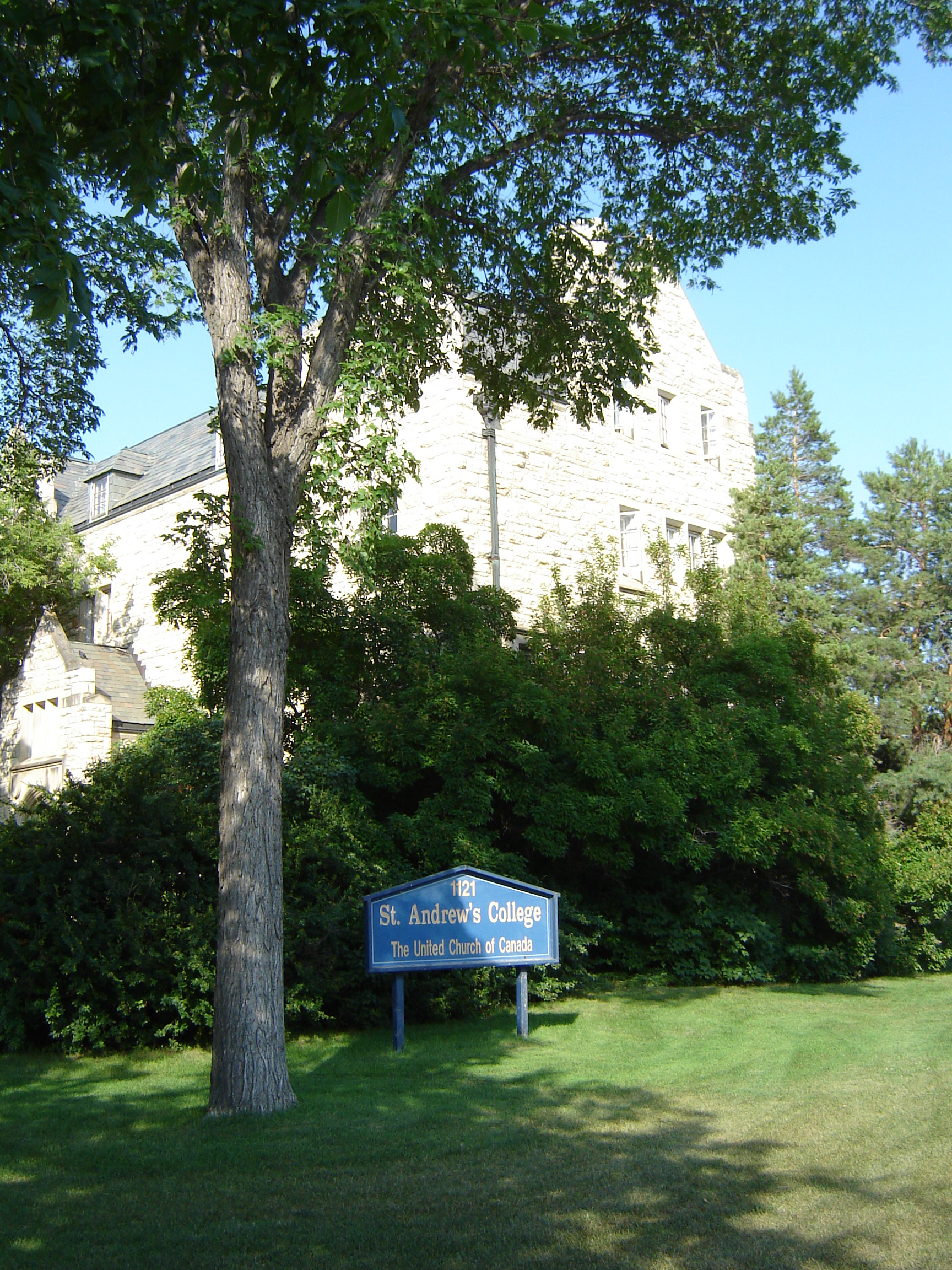
Andrew's College, Saskatoon, antigo seminário presbiteriano no Canadá.

Em Truro,  foi fundada em 1760 a Primeira Igreja Presbiteriana (que passou se chamar Primeira Igreja Unida em 1925) pelo colonos escocês . Em 1925 foi formada a Igreja Presbiteriana São James pela minoria que não se juntou a Igreja Unida. Em Halifax, a Igreja Unida de São Mateus teve origem em 1749 como um "casa de adoração dissidente protestante", e aderiu à política presbiteriana em uma data posterior; Em 1925 a Igreja Presbiteriana de Santo Davi foi formada por outro grupo minoritário dentro das congregações Halifax , incluindo a Igreja de São Mateus. 
Após a perda do domínio britânico nas suas antigas treze colônias, houve um aumento da população no Canadá, dividido em 1791 em Canadá Superior e Canadá Inferior, incluindo a maioria das áreas anteriormente povoadas da colônia da Nova França. 
Em 1860, um ano antes de uma união das províncias canadenses, a Igreja Presbiteriana das províncias mais baixas foi criada pela fusão das congregações da Igreja Livre da Escócia e Igreja Presbiteriana Unida da Escócia na Nova Escócia,Cape Breton, Ilha Príncipe Eduardo, e em 1866, eles se juntaram a seus compatriotas em Nova Brunswick. 
Em junho de 1861, a Igreja Presbiteriana Canadá foi formado com a fusão dos Sínodos canadenses da Igreja Livre da Escócia e da Igreja Presbiteriana Unida da Escócia. Esta tornou-se o agrupamento presbiteriano dominante no Canadá, crescendo em cidades, aldeias, e até mesmo nos Estados Unidos, incluindo Illinois, Chicago e em cidades fronteiriças de Michigan e Nova Iork. Depois de 1875, ele se juntou com o sínodo da Igreja da Escócia no Canadá, o Sínodo da Igreja Presbiteriana das Províncias Marítimas da América do Norte Britânica e  Igreja Presbiteriana das Províncias mais Baixas e alcançou todas as regiões do país. Passou a chamar-se Igreja Presbiteriana no Canadá constituída por cinco sínodos e uma Assembleia Geral. 
Em 1925 a Igreja Presbiteriana no Canadá uniu-se com a Igreja Metodista do Canadá, União Congregacional de Ontário e Quebec e outros grupos menores para formar a Igreja Unida do Canadá. 30% das igrejas locais da Igreja Presbiteriana não aceitaram a união e continuaram formando a Igreja Presbiteriana no Canadá.

## Demografia
| Ano  | Igrejas | Membros |
| ---- | ------- | ------- |
| 1945 | -       | 173.152 |
| 1964 |         | 202.566 |
| 1975 | -       | 171.791 |
| 1992 | -       | 148.831 |
| 2008 | -       | 113.104 |
| 2018 | -       | 82.457  |
| 2019 | 1.337   | 79.961  |

A IPC cresceu constantemente até 1964. Depois disso, a denominação declinou continuamente no seu número de membros.
De acordo com a Pesquisa Nacional de Domicílios, realizada em 2011, pelo Governo do Canadá, 472.385 pessoas (1,4% da população canadense) se descreviam como presbiterianos. Em 2021, conforme o Censo do Canadá, 301.400 (0,8%) pessoas se descreveram como presbiterianas. Todavia, o censo nacional não diferencia as denominações presbiterianas no país, apresentando número somado de todos os que se descrevem como presbiterianos.
As estatísticas oficiais da denominação, de 2019, informaram que a IPC era formada por 79.961 membros, em 1.337 igrejas.

## Estrutura
A igreja passou por uma reestruturação na década de 1980 e é composta atualmente por oito sínodos. Tem trabalhos missionários sendo realizados no exterior, em Taiwan, Japão, Nigéria e de outras partes do mundo. A onda de migrantes para o Canadá tem beneficiado a denominação que é cada vez mais multi-étnica. Existem igrejas sendo plantadas em diversas áreas do país. É a única igreja protestante listada no Censo do país que continua crescendo em número de membros.

## Ordenação de mulheres
Desde 1966, a denominação tem ordenado mulheres como pastoras, presbíteras e diaconisas.

## Casamento entre pessoas do mesmo sexo
Em 2021, a denominação passou a permitir que seus ministros casamentos entre pessoas do mesmo.
Desde 1998 a igreja proibiu que gays ou lésbicas tornarem-se ministros ou pregar em suas igrejas-locais. Todavia, em 2012, esta proibição para a pregação de homossexuais foi suspensa pela igreja. Em 2014, os Presbitérios de Waterloo-Wellington, Calgary, e Toronto Leste votaram a favor da abertura do pedindo para que a Igreja Presbiteriana do Canadá permita a ordenação de pastores gays e a bênção de uniões de pessoas do mesmo sexo.. Em 2015 o moderador da denominação, o Rev. Karen Horst, emitiu uma carta pastoral chamando toda a denominação para orar e estudar o tema, de forma que a igreja reabriria a discussão. No mesmo ano, a Assembleia Geral da IPC debateu sobre a aceitação da ordenação de homossexuais e a aceitação do casamento entre pessoais do mesmo sexo, com 6 propostas favoráveis e 15 contra.
Em 2021, a denominação definiu que seus pastores e congregações eram livres para decidir qual definição de casamento considerariam válidos, de forma que os pastores foram autorizados para celebra casamentos entre pessoas do mesmo sexo.

## Doutrina
A igreja subscreve o Credo dos Apóstolos, Credo de Niceia, Catecismo de Heidelberg e Confissão de Fé de Westminster.. 

## Relações Inter-Eclesiásticas
A IPC é membro da Comunhão Mundial das Igrejas Reformadas, Concílio Mundial das Igrejas, Conselho Canadense de Igrejas e Aliança Evangélica do Canadá. 

A Igreja Presbiteriana do Brasil estabeleceu contato com a Igreja Presbiteriana no Canadá em 2012. Todavia, este relacionamento foi descontinuado em 2018.